# Raion de Șoldănești
Le raion de Șoldănești est un raion de la république de Moldavie, dont le chef-lieu est Șoldănești. En 2014, sa population était de 36 743 habitants.

## Démographie
| Groupe ethnique     | %    |
| ------------------- | ---- |
| Moldaves / Roumains | 97,1 |
| Ukrainiens          | 1,8  |
| Russes              | 2,7  |
| Autres              | 0,1  |
| Roms                | 0,1  |

## Religions
- 98,9 % de la population du raïon est chrétienne, dont une grande partie sont orthodoxes.
- 1,1 % de la population est athée ou sans religion.